# 非洲地松鼠
非洲地松鼠（英語名：African ground squirrels；屬名：Xerus）是松鼠科中的一屬，只生存於非洲。目前已知可分3個亞屬與4個物種：
- 非洲地松鼠属Xerus
  - 亚属 Euxerus
    - 條紋地松鼠, Xerus erythropus

  - 亚属 Geosciurus
    - 南非地松鼠, Xerus inauris (also: South African Ground Squirrel)
    - 達馬拉地松鼠, Xerus princeps

  - 亚属 Xerus
    - 無紋地松鼠, Xerus rutilus （图片 （页面存档备份，存于））